# Carandella
Carandella o també els cingles de Carandella és una cinglera que assoleix els 1.700,9 metres d'altitud del municipi de la Coma i la Pedra, a la comarca del Solsonès que es troba al vessant sud de la serra del Verd.
A la contrada també són coneguts com els cingles de la Carrandella, perquè la Carrandella és el nom de la petita masia que es va construir sota la cinglera. Val a dir que, a diferència dels altres dos, aquest tercer orònim té un significat etimològic doncs una carrandella (en castellà retahila) és un segit de persones o coses posades en filera una darrere de l'altra i, en conseqüència, és sinònim de corrua.
S'inicien a menys de 200 m. al sud-oest del Roc del Migdia de la Colilla i avancen pràcticament en línia recta en direcció cap al SE al llarg d'uns 600 m. fins al Roc del Migdia dels Clots, punt en què inicien un arc bombat cap a l'oest d'uns 135 m de longitud.
El desnivell que salven és d'uns 75 m. que en algun punt són pràcticament de caiguda vertical.